# Anacolosa poilanei
Anacolosa poilanei är en tvåhjärtbladig växtart som beskrevs av François Gagnepain. Anacolosa poilanei ingår i släktet Anacolosa och familjen Aptandraceae. Inga underarter finns listade i Catalogue of Life.